# Türksat 1A
Türksat 1A — турецкий спутник связи, первый из серии спутников Türksat, управляемых турецкой компанией Türksat A.Ş.. Разрабатывался при участии французской компании Aérospatiale. Спутник Türksat 1A должен был не только стать первым турецким искусственным спутником Земли, но и создать сеть двух геосинхронных спутников связи, которой должны были совместно управлять турецкая Türksat и французская Aérospatiale.
24 января 1994 года ровно в 21:37 UTC с площадки ELA-2 при Гвианском космическом центре в Куру стартовала ракета-носитель Ariane-44LP H10+, которая должна была вывести на околоземную орбиту два спутника связи — французский Eutelsat 2F5 и турецкий Türksat 1A. Однако спустя 12 минут и 12 секунд из-за отказа пускового двигателя ракета упала в океан вместе с обоими спутниками, провалив миссию.
10 августа того же года Турция повторила попытку запуска собственного спутника, и на этот раз Türksat 1B был успешно выведен на орбиту. Миссию Türksat 1A по созданию группировки спутников позже начал выполнять спутник Türksat 1C, выведенный на орбиту 9 июля 1996 года.